# Manuel Conrad Elmer
Manuel Conrad Elmer auch in den Schreibvarianten Manuel C. Elmer, M. C. Elmer (* 5. Dezember 1886 in Monroe, Green County, Wisconsin; † 1. April 1988 in Pittsburgh, Allegheny County, Pennsylvania) war ein US-amerikanischer Soziologe und Hochschullehrer.

## Leben

### Familie und Ausbildung
Manuel Conrad Elmer, Sohn des John Elmer sowie dessen Ehegattin Anne Denier, erhielt nach dem Besuch der öffentlichen Schulen 1911 den Bachelor of Science Degree in Biochemistry and Mathematics vom Northwestern College in Naperville im Bundesstaat Illinois. Im Folgejahr erwarb er den Grad eines Master of Arts in Economics an der University of Illinois. Ermutigt durch den Ökonomie-Professor der University of Illinois David Kinley immatrikulierte Elmer im Anschluss am neu gegründeten Department of Sociology der University of Chicago, dort wurde er im Jahre 1914 als einer der ersten Studenten mit einer Arbeit mit dem Titel „Social Surveys of Urban Communities“ zum Ph. D. in Sociology promoviert.
Manuel Conrad Elmer, Angehöriger der Presbyterian Church, vermählte sich am 3. September 1914 mit June Maud Ashley (1885–1986). Dieser Verbindung entstammten die Töchter Anne-June Strong, Patricia Ashley Appel und der Sohn Glaister Ashley. Der in Edgewood nahe Pittsburgh residierende Elmer verstarb im Frühjahr 1986 im Alter von 101 Jahren. Er wurde auf dem Golden Cemetery in Golden im Bundesstaat Colorado beigesetzt.

### Akademische Laufbahn
Manuel Conrad Elmer begann seine akademische Laufbahn 1914 als Professor of Sociology and Economics am Fargo College in Fargo im Bundesstaat North Dakota, 1916 übersiedelte er in den Funktionen eines Associate Professor of Sociology sowie Director of Sociological Surveys an die University of Kansas in Lawrence. Im Jahre 1919 folgte er einem Ruf der University of Minnesota, dort wurde er zum Associate Professor of Sociology and Social Work bestellt, 1926 wechselte er an die University of Pittsburgh, dort wurde dem zum Professor of Sociology Ernannten die Leitung des gleichnamigen Departments übertragen. Zusätzlich bekleidete er dort in den Jahren 1932 bis 1938 die Position des Director of the Graduate Division of Social Work. Manuel Conrad Elmer wirkte darüber hinaus in den Jahren 1957 bis 1958 als Professor am Western College for Women in Oxford im Bundesstaat Ohio sowie 1964 als Visiting Professor of Sociology am Howard College in Big Spring im Bundesstaat Texas.
Der insbesondere durch familiensoziologische Abhandlungen hervorgetretene Manuel Conrad Elmer hielt Mitgliedschaften in der American Sociological Society, der Kappa Delta Pi, der Pi Gamma Mu sowie der Delta Sigma Pi inne. Elmer, der überdies mehrere Monografien verfasste, wurde im Jahre 1954 mit einem Doctor of Humanities (H.H.D.) des Marietta College bedacht.

## Schriften
- Social survey of Fargo, North Dakota, Fargo College, Fargo, N.D., 1915
- Social statistics; statistical methods applied to sociology, Jesse Ray Miller, Los Angeles, 1926
- Technique of social surveys, 3d ed., Jesse Ray Miller, Los Angeles, 1927
- Family adjustment and social change, R. Long & R.R. Smith, New York, 1932
- zusammen mit Verne Wright: General sociology; an introductory book, Farrar & Rinehart, New York, 1939
- The sociology of the family, in: Social science series, ed. by R. M. MacIver, Ginn, Boston, 1945
- Cultural Changes in Venezuela, 1953
- First steps in social research. Los primeros pasos en el resúmen social, 1954
- Contemporary social thought: contributors and trends, University of Pittsburgh Press, Pittsburgh, 1956
- Timber, America's magic resource, Christopher Pub. House, Boston, 1961
- The passing of the red table cloth, 1965